# گاو دریایی آفریقایی
گاو دریایی افریقایی (نام علمی: Trichechus senegalensis) پستانداری آبزی از راستهٔ گاودریاییان، تیرهٔ تن‌موییان است. این جانور بیش‌تر گیاه‌خوار است و در غرب آفریقا، از سنگال تا آنگولا زندگی می‌کند.
فرهنگستان زبان فارسی نام علمی این جاندار را به صورت گاو دریایی تن‌مویی سنگالی ترجمه کرده آست.